# المدور (أسيوط)
قرية المدور هي إحدى القرى التابعة لمركز منفلوط في محافظة أسيوط في جمهورية مصر العربية. حسب إحصاءات سنة 2006، بلغ إجمالي السكان في المدور 2125 نسمة، منهم 1003 رجل و1122 امرأة.